# 충주 매씨
충주 매씨(忠州 梅氏)는 충청북도 충주시를 본관으로 하는 한국의 성씨다. 시조 매군서(梅君瑞)는 중국 산둥성 지난시 출신으로, 고려에 귀화하여 관직이 행성제공(行省提控)에 이르렀고, 그의 아들 매원저(梅原渚)가 조선 태종 때 관직이 가선 의주 목사(嘉善義州牧使)에 이르렀다. 손자 매우(梅佑)는 1439년(세종 21년) 충주를 관향으로 하사받았고, 벼슬이 동지중추원사(同知中樞院事)에 올랐다.

## 역사
시조 매군서(梅君瑞)는 중국 산둥성 지난시 출신으로, 고려에 귀화해 관직이 행성제공(行省提控)에 이르렀다.
매군서의 아들 매원저(梅原渚)가 태종 때 관직이 가선 의주 목사(嘉善義州牧使)에 이르렀으며, 통사(通事: 통역관)로서 명나라에 오갔다.
매군서의 손자 매우(梅佑)는 통례문 봉례랑 등을 지냈다. 1439년(세종 21년) 세종이 충주를 관향으로 하사했다. 1463년(세조 9년) 동지중추원사(同知中樞院事)로 명나라에 다녀오기도 했다.

## 인물
- 매군서(梅君瑞) : 고려 때 행성제공(行省提控)[2]
- 매원저(梅原渚) : 조선 태종 때 가선 의주 목사(嘉善義州牧使)[2]
- 매우(梅佑) : 조선 세종 때 동지중추원사(同知中樞院事)[2]
- 매세검(梅世儉) : 조선 선조 때 별제(別提 : 정6품 문관). 매숭의(梅崇義)의 아들, 매수장(梅壽長)의 손자, 윤세경(尹世耕)의 사위[5]
- 매윤신(梅潤身) : 조선 때 사과(司果), 매위영의 아버지[6]
- 매위영(梅煒英) : 조선 정조 때 장용위(壯勇衛 : 정3품아문)[6]

## 과거 급제자
충주 매씨는 조선시대 과거 급제자 2명을 배출했다.
무과
- 매위영(梅煒英) : 정조(正祖) 16년(1792년) 임자(壬子) 식년시(式年試) 병과(丙科)[6]

취재
- 매세검(梅世儉) : 선조(宣祖) 1년(1568년) 무진(戊辰) 주학(籌學)[5]

## 인구
1930년 국세조사 때 충주 매씨는 경기도 부천시, 시흥시, 안성시, 전북특별자치도 김제시, 충청남도 논산시, 황해도 서흥군, 함경북도 청진시 등지에 살고 있었다.
1960년에는 93명, 1985년에는 41가구, 193명, 2000년 대한민국 통계청 인구조사에서는 68가구, 210명이 있는 것으로 조사되었다.

## 같이 보기
- 한국의 외래 귀화 성씨

## 참고 자료
- 《태종실록》
- 《세종실록》
- 《세조실록》
- 《주학입격안》
- 《숭정3임자식문무과전시방목》
- 《대동운부군옥》